# Traffiume
Traffiume ("Trefiu:m" in dialetto locale) è una frazione del comune di Cannobio; è stato comune autonomo fino al 1929. È il torrente Cannobino a segnare il confine fra Traffiume (dal latino trans - flumen ossia oltre il fiume) e il capoluogo Cannobio.

## Geografia fisica
D'estate, il clima di questa località coniuga il caldo mite del Lago Maggiore con il fresco, a tratti pungente, del vento che dalla Valle Cannobina si incunea nel borgo. Durante la stagione invernale il clima e piuttosto freddo in quanto a partire dalla fine di novembre il sole rimane nascosto dal monte Carza per due lunghi mesi, durante i quali la temperatura rimane sovente sottozero per tutto il giorno. In soli 3 chilometri di distanza dal lago, la temperatura può scendere anche di 5 gradi. Non è infatti infrequente che a Traffiume nevichi e che a Cannobio piova. L'abitato di Traffiume è di gran lunga più antico di quello di Cannobio; infatti lo storico Polibio, dando le dimensioni del Lago Maggiore ci fa immaginare che le acque del lago lambivano l'attuale paese che costituiva così il passaggio obbligato verso la Svizzera.
Le vie di comunicazione che portano da Cannobio a Traffiume sono principalmente due: la Strada statale 631 della Valle Cannobina e la Strada Provinciale 94 di Traffiume che partono rispettivamente, la prima a sud dell'abitato di Cannobio e la seconda a nord.

## Storia
{{sf|Ancora oggi è possibile vedere l'antico ponte che unisce le due sponde del torrente Cannobino, situato nella località Orrido di Sant'Anna.

## Monumenti e luoghi d'interesse

### Architetture religiose

#### Chiesa parrocchiale della Purificazione di Maria Vergine
Situata ai margini del centro abitato la leggenda riconduce la fondazione del primo edificio paleocristiano a San Giulio che intorno al 380 ha costruito più di 100 chiese nella diocesi di Novara. Tra queste cento chiese ci sarebbe anche la piccola e antica chiesa di Traffiume.
L'antica chiesa di San Giulio è stata demolita in epoca ancora imprecisata per costruire l'attuale tempio. Questa seconda chiesa costruita grazie a contributi dei traffiumesi aveva le attuali dimensioni della navata unica e del presbiterio con l'aggiunta della sacrestia a due piani. Solo nel XIX secolo è stata aggiunta la scuola speculare alla sacrestia. La chiesa è stata consacrata il 29 novembre 1574 da san Carlo Borromeo in un'epoca nella quale Traffiume era sotto la giurisdizione ecclesiastica dell'arcidiocesi di Milano, quell'anno in visita pastorale.
San Carlo Borromeo in una delle sue visite aveva deciso di consacrare la nuova chiesa imponendo alcune modifiche: fece rimuovere due altari laterali collocati sul presbiterio: uno era dedicato a San Pietro l'altro a Sant'Antonio da Padova. Per San Carlo era indispensabile escludere qualsiasi tentazione politeistica e la collocazione di santi e di altari relativi in prossimità dell'altare maggiore potevano distogliere l'attenzione dei fedeli dall'Unico Dio. Solo dopo questa modifica ha celebrato la consacrazione della chiesa con il rituale proprio.
E sempre San Carlo Borromeo che, in una delle sue visite, volle che fosse collocato il piccolo obelisco sul sagrato della chiesa. Il suo successore e cugino Federico Borromeo ha voluto arricchire la Chiesa col dono di una statua lignea copia o metrice della Madonna delle Grazie custodita nell'omonima chiesa a Milano.
Successivamente la chiesa ha avuto due importanti ingrandimenti: il primo ha portato all'innalzamento dell'attuale presbiterio, il secondo ha portato all'aggiunta delle due camere laterali, una adibita a sacrestia l'altra al cappella invernale.
Il presbiterio, sopraelevato da tre gradini e delimitato da una balaustra con marmi policromi e dalle forme sinuose. Il pavimento del presbiterio e un mosaico policromo con decorazioni floreali e volute di ottima fattura. L'altare maggiore e in marmo policromo con rosa, giallo e nero che si alternano nelle decorazioni della base e della cuspide. La cuspide e costituita da 8 colonne separate da 4 pilastri che sostengono un baldacchino culminante nella croce.
Anticamente qui vi era collocato un crocifisso che successivamente è stato collocato nel Battistero. Successivamente è stata collocata la statua borromea della Madonna delle Grazie. Infine, secondo le norme liturgiche del Vaticano II, la Madonna è stata sostituita con la statua del Sacro Cuore di Gesù.
Dal giorno della Consacrazione la chiesa e dedicata alla Purificazione di Maria Vergine, che ricorda il gesto tipico delle donne bibliche di chiedere la Purificazione legale 40 giorni dopo il parto.

#### Chiesa di sant'Anna
Costruita nel 1633, presso l'omonimo orrido.

## Feste principali
- Solennità della Purificazione di Maria Vergine (2 febbraio)

Elezione della Nuova Madonna. Secondo un'antichissima tradizione, a tratti avversata dall'Autorità ecclesiastica nel secolo scorso la solennità prevede l'elezione di una ragazza che vestirà i panni della Madonna durante tutte le cerimonie dell'anno. L'elezione avviene segretamente nel mese precedente: le Madonne con il parroco e il cerimoniere si riuniscono in segreto e si estrae a sorte il nome della ragazza. Tutte le ragazze di 12 anni possono concorrere e non c'è un criterio particolare di esclusione o di preferenza. La ragazza eletta si prepara l'abito e viene presentata durante la cerimonia dell'offerta votiva alla presenza delle autorità civili e religiose convenute.
- Processione del Pasett (Pentecoste) Dal 2012 questa importante tradizione non viene più effettuata ma non ne sono noti i motivi.

E una tradizione che risale alla Solennità di Pentecoste del 1522. Quell'anno Cannobio aveva vissuto l'eccezionalità del Miracolo della Santa Pietà: una pergamena di forma quadrata raffigurante la deposizione di Gesù nel sepolcro con Maria e Giovanni, inizia a sanguinare. Assieme alla popolazione accorre anche l'Autorità civile che registra l'Accaduto su appositi documenti ancora presenti in Archivio. In seguito anche l'Autorità religiosa verificata la verità dei fatti approva il culto. Ad approvare il culto era il Cardinale Carlo Borromeo. Così per onorare il Santo Miracolo la Popolazione di Traffiume, forse su invito dello stesso San Carlo Borromeo, inizia la tradizione del pellegrinaggio a piedi il lunedì di Pentecoste, pellegrinaggio guidato dalla Ragazza-Madonna, con l'ostensione di un'artistica Croce in legno. Il pellegrinaggio è stato anticipato alla domenica sera per facilitare la partecipazione alla famiglie.
- Madona di Fich (4ª domenica di settembre)

In ringraziamento per lo scampato pericolo della peste del 1700. La domenica mattina il pesante simulacro della Madonna delle grazie viene portato in processione fino alla Chiesa di sant'Anna all'Orrido dove avviene la cerimonia dell'offerta delle candele votive. Al pomeriggio il simulacro viene riportato in Chiesa parrocchiale per il canto dei Vesperi ambrosiani.